# Jerzy Łomnicki
Jerzy Łomnicki (ur. 1920 w Krakowie, zm. w grudniu 1981) – polski historyk sztuki i konserwator zabytków. 

## Życiorys
Kuzyn Tadeusza Łomnickiego. Dzieciństwo spędził w Sokolnikach w województwie tarnopolskim. W 1939 roku rodzina została wysiedlona do Częstochowy. Podczas II wojny światowej uczestnik ruchu oporu przeciw niemieckiemu nazizmowi. Należał do AK. W 1942 roku ukończył tajną Szkołę Podchorążych w Warszawie. W 1942 roku przerzucony z oddziałem do Lwowa, działał w konspiracji w powiecie stryjskim. Po zakończeniu wojny pracował w Stryju jako księgowy. W styczniu 1945 roku wyjechał z żoną (w ramach repatriacji) do Krajewic. Do 1948 roku, gdy wyjechał z rodziną do Wrocławia, prowadził gospodarstwo rolne. We Wrocławiu zdał maturę i rozpoczął studia z historii sztuki na Uniwersytecie Wrocławskim. Tu ukończył pierwszy stopień studiów, a studia drugiego stopnia ukończył w 1954 roku w Poznaniu. Od 1953 roku pracował jako asystent w Zakładzie Historii Sztuki Uniwersytetu Poznańskiego.  
W latach 1954–1968 sprawował funkcję wielkopolskiego wojewódzkiego konserwatora zabytków. Zajął się w szczególności ewidencjonowaniem i ratowaniem szczególnie zniszczonych zabytków Poznania i Wielkopolski. Po 1968 zainteresował się Ostrowem Lednickim, gdzie w 1969 spowodował powstanie Muzeum Pierwszych Piastów. Do śmierci był dyrektorem tej placówki. Założył także pierwszy wielkopolski skansen – w Dziekanowicach. 
Był współorganizatorem Stowarzyszenia Konserwatorów Zabytków (lata 50. XX wieku). Był również aktywnym członkiem PTTK. Od 1984 jest patronem Nagrody im. Hanny Pieńkowskiej i Jerzego Łomnickiego – dorocznego wyróżnienia tej organizacji. Pochowany został na cmentarzu w Dziekanowicach.